# Porta ad ala di gabbiano

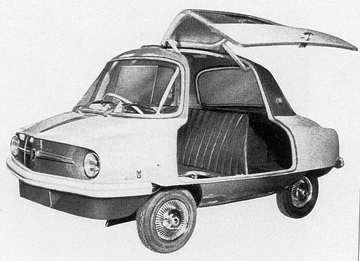
Il prototipo Meadows Frisky del 1957 realizzato da Ghia su disegno di Giovanni Michelotti

L'espressione porta ad ala di gabbiano indica una portiera per automobili con apertura verticale-trasversale, incernierata nella parte centrale della capote.

## Descrizione
La soluzione tecnica a fronte di numerose controindicazioni in ordine ai costi di produzione, alla complessità dei leveraggi, alle difficoltà di impermeabilizzazione, agli spazi necessari all'apertura ed alla complessità di chiusura in assenza di servo assistenze elettriche, offre unico aspetto favorevole, i longheroni sottoporta assumono maggiori dimensioni rispetto ai corrispettivi di vetture con portiere ad apertura tradizionale, conferendo così una rigidità maggiore al telaio a parità di conformazione strutturale.
Per questi motivi sono pochi i modelli di automobile dotati di porte ad ali di gabbiano, principalmente rappresentati da vetture esclusive realizzate in piccola serie o alcune dream car, per le quali sono predominanti i fattori estetici, mentre le questioni economiche assumono un aspetto di scarsa rilevanza. 

## Storia

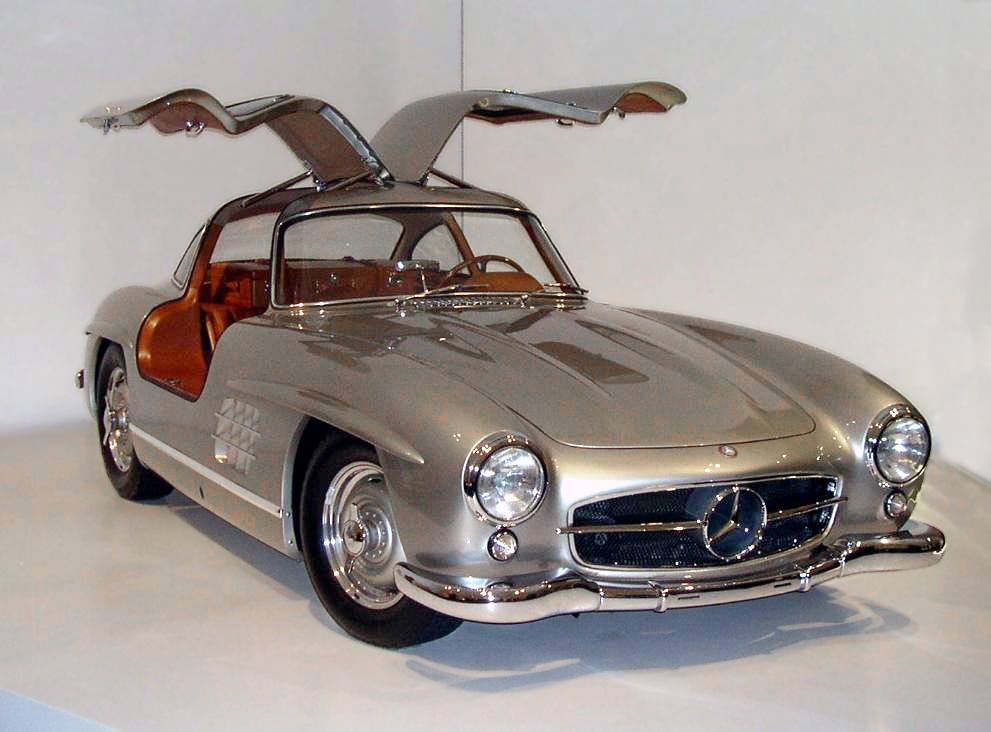
Una Mercedes-Benz 300 SL "Ali di Gabbiano"

La definizione venne coniata, nel 1952, per descrivere il nuovo sistema di accesso all'abitacolo realizzato per la Mercedes 300 SL da competizione, la cui sagoma a portiere aperte ricorda un gabbiano in volo. 
In seguito alla grande notorietà acquisita da quella vettura con il secondo posto alla Mille Miglia e con le vittorie alla 24 Ore di Le Mans e alla Carrera Panamericana, la Mercedes decise di utilizzare il sistema di apertura anche per la 300SL stradale del 1954, in modo da sottolineare la parentela con il modello da gara.
Nei decenni seguenti, altre case automobilistiche adottarono l'apertura ad ali di gabbiano per alcune vetture sportive, come la Marcos GT 1500 del 1961, la Bricklin SV1 del 1974, la DeLorean DMC-12 del 1981 o la Gumpert Apollo del 2005. Limitatamente ai portelli d'accesso al vano motore, il sistema è presente anche sulla De Tomaso Mangusta.
Nel 2010, l'apertura ad ali di gabbiano è stata riproposta dalla Mercedes sulla SLS AMG, esteticamente ispirato alla 300 SL; dal 2015 anche la crossover SUV elettrica Model X, prodotta dalla casa statunitense Tesla, adotta un sistema di apertura ad ali di gabbiano sulle portiere posteriori, in questo caso denominato Falcon Wings.